# Parathalestris californica
Parathalestris californica är en kräftdjursart som beskrevs av Lang 1965. Parathalestris californica ingår i släktet Parathalestris och familjen Thalestridae. Inga underarter finns listade i Catalogue of Life.